# Rio Fagu Roşu (Senetea)
O Rio Fagu Roşu (Senetea) é um rio da Romênia, afluente do Senetea, localizado no distrito de Harghita.